# Сибіряков Едуард Федорович
Едуа́рд Фе́дорович Сибіряко́в (27 листопада 1941, Челябінськ, РРФСР — 14 січня 2004, Москва, Росія) — український радянський волейболіст, дворазовий олімпійський чемпіон, заслужений майстер спорту СРСР.

## Життєпис
Е. Ф. Сибіряков народився 27 листопада 1941 року в м. Челябінськ, РРФСР.
1965 року закінчив Одеський політехнічний інститут.
1972 року ВПА ім Ю. О. Гагаріна, Військову орденів Леніна і Суворова Академію Генерального штаба Збройних сил СРСР ім. К. Є. Ворошилова.
Виступав за одеський «Буревісник». Чемпіон СРСР (1966, 1970, 1971 рр.)
Першу золоту олімпійську медаль здобув на Олімпіаді в Токіо у складі збірної СРСР. За чотири роки в Мехіко став дворазовим олімпійським чемпіоном.
Визнаний одним з найкращих волейболістів Одеси ХХ століття.
Служив у військово-повітряних силах СРСР.
Помер 14 січня 2004 року в Москві.

## Нагороди
- Орден «Знак Пошани»
- Заслужений майстер спорту СРСР.